# British Premier (schip, 1922)
De SS British Premier (Britse Eerste Minister) was een Brits stoomtankerschip van 5.872 ton dat in de Tweede Wereldoorlog door een Duitse onderzeeboot tot zinken werd gebracht.

## Geschiedenis
Het tankschip werd gebouwd in 1922 op de scheepswerf Shipsbuilding Palmers & Iron Co Ltd, Jarrow en Hebburn on Tyne. De eigenaar was British Tanker Co Ltd, Londen met aldaar haar thuishaven. Haar bemanning bestond uit 45 man en de lading bedroeg 8.000 ton ruwe stookolie. Haar reisroute begon vanuit Abadan, Iran, over Freetown, en vertrek op 22 december 1940, naar Swansea, Wales. Daar kwam ze echter nooit aan.
Tijdens de Tweede Wereldoorlog werd ze gebruikt voor konvooireizen om aardolie uit de Perzische Golf, om de Kaap de Goede Hoop, naar het Verenigd Koninkrijk te brengen. Ze maakte deel uit van konvooi SLS-60, eind december 1940, maar werd verspreid achter de belangrijkste konvooigroep, toen ze werd aangevallen door een Duitse U-boot die haar torpedeerde, en met zware verliezen van vele mensenlevens, tot zinken bracht.
Twee dagen later, na het vertrek uit Freetown, voer het tankschip nogal onregelmatig achter het konvooi aan, toen ze werd opgemerkt door de U-65, onder bevel van Korvetkpt. Hans-Gerrit von Stockhausen. Het verlies van de SS British Premier begon omstreeks 16.41 uur op 24 december 1940. De SS British Premier, met kapitein Francis Dalziel als bevelhebber, werd getorpedeerd en tot zinken gebracht door de U-65, in positie 06°20' N. en 13°20' W. op 200 zeemijl, ten zuidwesten van Freetown. Korvettenkapitän Hans-Gerrit von Stockhausen profiteerde van de situatie om onbelaagd, het alleen varend en achterblijvende tankschip aan te vallen.
Kapitein Dalziel, 30 bemanningsleden en één artillerist werden gedood toen het tankschip gedeeltelijk ontplofte door de torpedotreffers. 13 bemanningsleden konden zich nog redden vanaf het zinkende en brandende tankschip met twee reddingssloepen. Negen bemanningsleden werden later opgepikt op 3 januari 1941, door de Britse kruiser HMS Hawkins (I 86) (Kapitein H.P.K. Oram, RN) die hen naar Freetown brachten. Vier andere overlevenden werden gered op 3 februari aan de Westkust van Afrika, na 41 dagen in een open reddingsboot, met 25 dagen zonder voedsel, doorgebracht te hebben. Ze werden uiteindelijk opgepikt door de Britse torpedojager HMS Faulknor (H 62) (Kapitein A.F. de Salis) die hen, geheel onderkomen, naar Freetown brachten. Van de 45-koppige bemanning, stierven 32 man. 13 bemanningsleden, althans voor de vier schipbreuklingen, overleefden op het nippertje deze scheepsramp.